# Nena von Schlebrügge

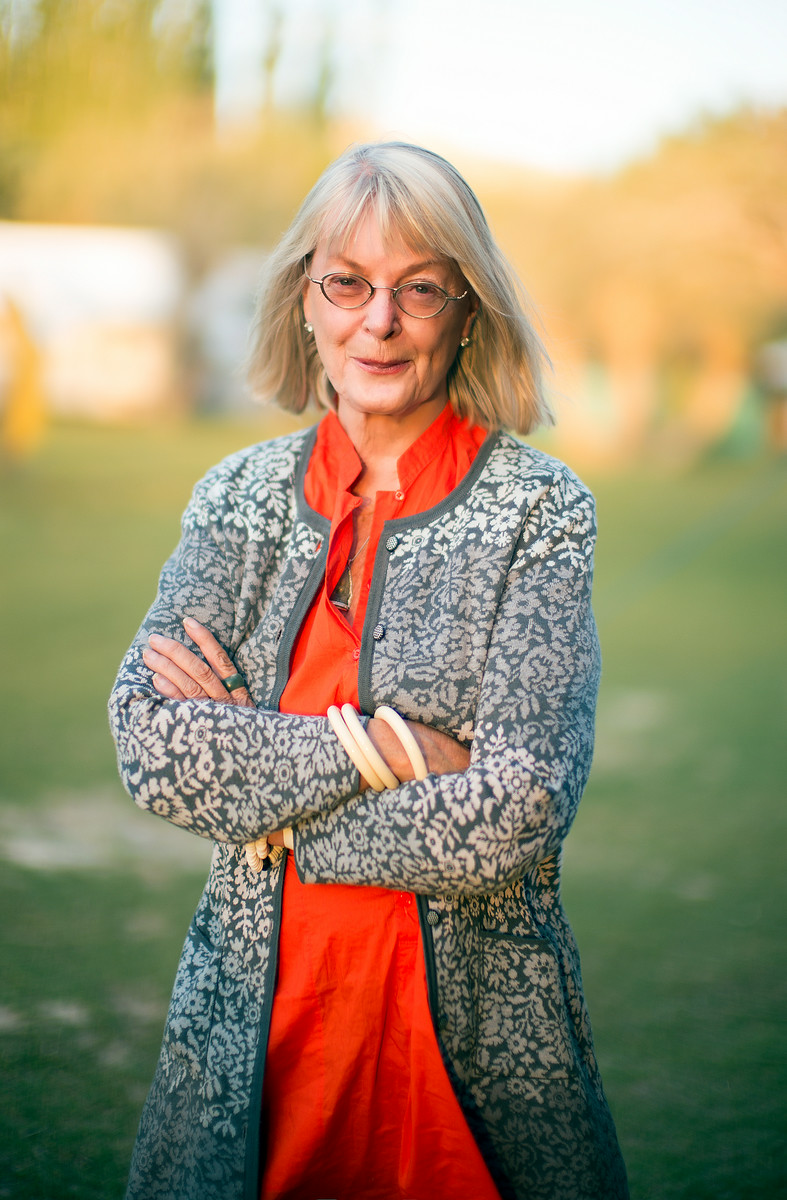
Nena von Schlebrügge (Thurman) in Ladakh, Indien.

Birgitte Caroline „Nena“ von Schlebrügge (* 8. Januar 1941 in Mexiko-Stadt) ist ein ehemaliges Model der 1950er und 1960er Jahre. Nach leitenden Stellungen beim New York Open Center und dem Tibet House in New York arbeitet sie seit 2001 als Managing Director beim Menla Mountain Retreat, einem spirituellen Zentrum in den Catskill Mountains.

## Herkunft
Nena von Schlebrügge ist die Tochter einer schwedischen Mutter, Birgit Holmquist (1911–1973), und eines deutschen Vaters, Baron Friedrich Karl Johannes von Schlebrügge (1886–1954), Kavallerieoffizier im Ersten Weltkrieg. In den 1920ern und 1930ern war er Geschäftsmann in Berlin. Während des Zweiten Weltkriegs wurde er von den Nationalsozialisten inhaftiert, da er sich weigerte, wieder in den Militärdienst einzutreten, und jüdische Freunde schützte. Birgit Holmquist heiratete ihn im Gefängnis und ermöglichte ihm die Freilassung. Das Paar floh nach Mexiko, wo Nena und ihr Bruder Björn geboren wurden.
Nena von Schlebrügges Mutter Birgit Holmquist stand in den 1930ern Axel Ebbe Modell für Famntaget („Die Umarmung“), die Skulptur einer nackten Frau, die im Hafen der schwedischen Stadt Smygehuk steht. Väterlicherseits hat Nena von Schlebrügge eine ältere Halbschwester, die Großmutter des schwedischen Fußballspielers Max von Schlebrügge.

## Karriere

### Model
1955, im Alter von 14 Jahren, wurde Nena von Schlebrügge vom Vogue-Fotografen Norman Parkinson entdeckt, als er sich in Stockholm aufhielt. 1957 zog Nena nach London, um als Model zu arbeiten. Sie wurde von Eileen Ford nach New York eingeladen, um für die Agentur Ford Models, damals Ford Modeling Agency, zu arbeiten.
In einem heftigen Schneesturm kam sie Mitte März 1958 mit der Queen Mary in New York an, sie war gerade 17 Jahre alt. Sie arbeitete als Topmodel, unter anderem für Vogue und Harper’s Bazaar.

### Schauspielerin
1967 hatte Nena von Schlebrügge eine Rolle in dem Film Ciao! Manhattan mit Edie Sedgwick. Während der vierjährigen Entstehungszeit des Films gab es zahlreiche Änderungen, denen auch die Szenen mit Nena von Schlebrügge zum Opfer fielen. Diese Szenen sind jedoch in der DVD-Version des Films zu sehen.

### Sonstiges
Von 1987 bis 1989 war Nena von Schlebrügge Programmdirektorin beim spirituellen New York Open Center, und von 1991 bis 2002 Managing Director des Tibet House US in New York, das 1987 im Auftrag des Dalai Lama gegründet worden war. Mit Philip Glass initiierte sie das jährliche Benefizkonzert in der Carnegie Hall und die jährliche Benefizauktion bei Christie’s. Seit 2001 ist Nena von Schlebrügge Managing Director des Menla Mountain Retreat in den Catskill Mountains.

## Persönliches
1964 heiratete Nena von Schlebrügge Timothy Leary. D. A. Pennebaker dokumentierte dieses Ereignis in seinem Kurzfilm You’re Nobody Til Somebody Loves You. Die Ehe wurde nach nur einem Jahr geschieden. 1967 heiratete sie Robert Thurman. Im gleichen Jahr wurde ihr erstes gemeinsames Kind, Ganden Thurman, geboren.
Die Thurmans lebten von 1973 bis 1988 in Massachusetts. In dieser Zeit machte Nena einen Master in Erziehung und begann ein Doktorat in psychologischer Beratung. 1970 kam ihr zweites Kind, die US-Schauspielerin Uma Thurman, zur Welt. Es folgten zwei weitere Söhne, Dechen (* 1973) und Mipam (* 1978).